# Акоп Карнеци
Ако́п Карнеци́ (арм. Հակոբ Կարնեցի; 1618—1673?) — армянский писатель, историк и географ XVII века.

## Биография
Родился в феврале 1618 года, в Эрзруме (арм. Карин, отсюда и имя Карнеци, иногда Каринци), Западная Армения, в семье протоиерея Геворга и его жены Мананы. Имел двух братьев — Мелкон и Магакия, оба были купцами. Образование получил у своего отца. В 1641 году был рукоположён в священники католикосом Филипосом Ахбакеци в Эчмиадзине, затем вернулся в Эрзрум, и, самое позднее к 1662 году, стал приходским священником местной церкви Сурб Аствацацин (Св. Богородицы). Написал хронографический труд «Летопись», топографический труд известный под названиями «Описание Верхней Армении» (арм. Տեղագիր Վերին Հայոց) или «Построение города Карин» (арм. Շինուածք Կարնոյ քաղաքին), исторический рассказ «История церкви Сурб Аствацацин Карина» и биографию своего отца. Ему приписывают и один комментарий к «Песни песней». Занимался также переписыванием рукописей. Писал на грабаре, часто пользуясь диалектными формами. В некоторых отрывках даже доминирует разговорный народный язык, что делает его сочинения важными источниками для изучения каринского диалекта. Точных сведений о смерти нету, по всей вероятности умер в Эрзруме примерно в 1673 году.

## Труды

### «Описание Верхней Армении»
Написан в 1668 году, в качестве топографического труда, но содержит много исторических, географических и этнографических данных, сообщает важные сведения об экономическом и социально-политическом положении Османской империи середины XVII века, рассказывает о турецко-персидкой войне 1623—39 годов, свидетелем которой Акоп был. Использованы и ранние источники, в том числе сочинения Аристотеля, Агафангела, Бузанда, Хоренаци, Шнорали, Гандзакеци, Тлкуранци и других. В основном труд посвящён Эрзрумскому эялету (историческая Высокая (или Верхняя) Армения), описываются его 23 области, этнические составы и обычаи их населений. Есть однако интересные данные и о соседних регионах. Является важным источником для изучения вопросов касающихся армян-халкидонитов и этно-религиозного распределения населения региона в целом.
Сохранился в двух, значительно отличающихся друг от друга, вариантах. Наиболее часто встречаюшийся в рукописях текст был издан в 1903 году в Вагаршапате. В 1917 году был переведён на французский язык и опубликован в 1919. Второй вариант был издан в 1956 году.

### «История церкви Сурб Аствацацин Карина»
Рассказывает о разграблении церкви Сурб Аствацацин. Согласно истории, двенадцать турок вломились в церковь, откуда украли дорогостоящую утварь. Однако местный паша выследил их и наказал так жестоко, что все двенадцать умерли.
Издан в 1903 году, вместе в «Описанием Верхней Армении».

### «Летопись»
Охватывает период между 1482 и 1672 годами, перечисляя произошедшие в Армении важные происшествия. События 1627—72 годах Акоп рассказывает в качестве очевидца. Является довольно достоверным источником для этого периода. Особенно пространно рассказывает о деятельности католикоса Акопа I Джугаеци (1655—1680). Содержащиеся в этом труде автобиографические сведения позволили определить годы жизни Карнеци. О дате своего рождения (февраль 1618 года, день месяца не указан) сообщает сам автор, учитывая, что летопись доведена до 1672 года, принято полагать, что умер вскоре после этой даты (ранние исследователи, не учитывая данных «Летописи» и неправильно интерпретируя некоторые сведения из «Описания», датировали жизнь Акопа Карнеци 1622—1662 годами).
Издан в 1951 году.

### «Житие святого отца Геворга»
Написан по просьбе брата Магакии и других родных Акопа. Сам автор признаётся, что написал о своём отце «не ради его восхваления, а с назидательными мыслями». Кроме биографических данных отца, Акоп сообщает и некоторые сведения о восстаниях Джелали, голоде 1606 года и т. д..
Издан в 1951 году.